# Anisococcus milleri
Anisococcus milleri är en insektsart som beskrevs av Williams och Granara de Willink 1992. Anisococcus milleri ingår i släktet Anisococcus och familjen ullsköldlöss. Inga underarter finns listade i Catalogue of Life.